# سباق دوفين للدراجات 2008
سباق دوفين للدراجات 2008 (بالإنجليزية: 2008 Critérium du Dauphiné Libéré)‏ هو سباق دراجات هوائية، وهو الموسم رقم 60 من السباق، وأقيم خلال الفترة 8 يونيو 2008، وحتى 15 يونيو 2008، وهو أحد سباقات برو تور 2008، وهو من نوع سباق المرحلة.
فاز فيه بالمركز الأول أليخاندرو بالبيردي، وبالمركز الثاني كاديل إفانز، وبالمركز الثالث ليفي ليفيمير.

## الفائزون
| الترتيب | الفائز             |
| ------- | ------------------ |
| الفائز  | أليخاندرو بالبيردي |
| الثاني  | كاديل إفانز        |
| الثالث  | ليفي ليفيمير       |

## وصلات خارجية
- الموقع الرسمي